# Кауилья (озеро)

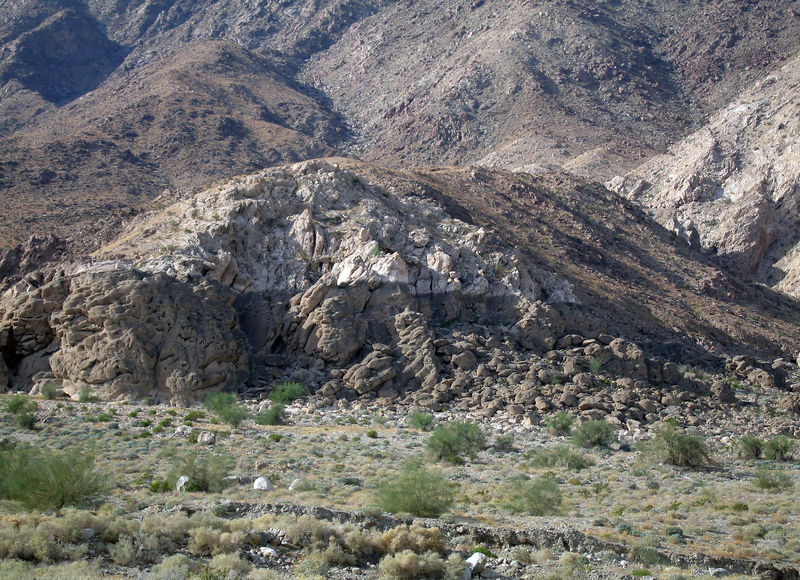
Старый берег озера Кауилья, горы Санта-Роза

Кауилья (англ. Lake Cahuilla) — обширное древнее пресноводное озеро, которое занимало долины Коачелья, Империал и Мехикали на юго-востоке современного штата Калифорния, США и северо-востоке мексиканского штата Нижняя Калифорния. Современное озеро Солтон-Си, образованное в начале XX века, длиной 55 км, шириной 25 км, находящееся на высоте 69 м ниже уровня моря, является меньшим аналогом древнего озера Кауилья, которое достигало около 180 км в длину, 50 км в ширину и высоты 12 м над уровнем моря.
Озеро было сформировано во время, когда нижняя часть реки Колорадо отклонилась от своего направления к Калифорнийскому заливу, и повернула свои воды к северо-востоку, в низину Солтон-Си, основание которой лежало на 80 м ниже уровня моря. В условия, сходных с климатическими условиями XX века, для того, чтобы наполнить низину до высоты 12 м над уровнем моря потребовалось бы около двух десятилетий. Достигнув этого уровня, озеро начало разгружаться в Калифорнийский залив через реку Рио-Харди. Когда река Колорадо вновь поменяла своё течение, на полное высыхание изолированного озера потребовалось, вероятно, более 50 лет.
О бывшем присутствии озера утверждало коренное население этих мест — индейцы кауилья и кумеяай. Европейские и американские путешественники середины XIX века, в том числе геолог Уильям Фиппс Блейк, также обнаружили характерные черты озёр — залежи туфа, пляжи и отложения раковин пресноводных моллюсков. Археолог Малком Дж. Роджерс (1945), работавший в регионе, пришёл к выводам, что озеро существовало примерно с 1000 по 1500 годы нашей эры. Дальнейшие исследования установили, что было не одно, а несколько затоплений низины и образований в ней озера, причём как до 1000 года, так и после 1500 года. Последнее из них имело место в XVII веке, когда испанцы уже достигли нижнего течения реки Колорадо, однако не входили в район Солтон-Си.